# Massacre de Rumbula
Massacre de Rumbula foi o assassinato em massa de 25,000 judeus ocorrido nos dias 30 de novembro de 8 de dezembro de 1941 na floresta de Rumbula, próximo a Riga, Letônia. À parte apenas o massacre de Babi Yar na Ucrânia, esta foi a maior atrocidade do Holocausto até o início das operações em campos de extermínio. Aproximadamente 24,000 vítimas eram judeus letões do gueto de Riga, enquanto aproximadamente 1,000 eram judeus alemães transportados de trem para a floresta. O Massacre de Rumbula foi conduzido pelo Einsatzgruppen A com o auxílio de colaboradores locais do Comando Arajs e apoio de outros grupos, como ajudantes letões. No comando da operação estava o SS-und Polizeiführer Friedrich Jeckeln, que supervisionara massacres anteriores na Ucrânia. Rudolf Lange, que participaria mais tarde da Conferência de Wannsee, também tomou parte na organização da matança.
O massacre de Rumbula, juntamente com muitos outros, formou a base do Processo Einsatzgruppen, cujo julgamento após a Segunda Guerra resultou na condenação à morte dos comandantes dos Einsatzgruppen por crimes contra a humanidade.